# Илија Жарковић
Илија Жарковић Жабар (Голубинци, 1947 - 14. јул 2009 ) је био хрватски писац и српски књижевник. Поред рада као писац, у хрватским и српским круговима у Срему познат је као музичар, композитор тамбурашке музике, публициста, истраживач и свестрани уметник. Сакупљао је дела српске и хрватске народне уметности. Радио је у ХКПД „Томислав“ у родним Голубинцима. Писао је и на хрватском и на српском језику.

## Биографија
Илија Жарковић је рођен у Голубинцима 1947. године. Сматрао се једним од најпознатијих хрватских песника у Војводини. Његове песме су тематски везане за сремско село Голубинце, као и за људе и доживљаје, које Жарковић овековечи у својим делима.
Поред тога што је записао бројна народна усмена дела (анегдоте, песме), његова особеност је и то што је ова дела преточио у музику.
У музичким круговима познат је као први рок музичар у Срему. Седамдесетих година прошлог века снимио је рок албум са својом групом ВИС Астероиди из свог села Голубинци. Колика је тежина и величина тог подухвата говори и чињеница да је у то време један састав из покрајине успео да то уради.
Сингл су објавили 1980. године. под ознаком ПГП РТБ . Жарковић се појављује као композитор и аранжер. Са бендом је свирао још 2007. године. Након рока, окренуо се тамбурашкој музици, па је свирао у Голубиначким тамбурашима и Хрватском културно-просветном друштву Томислав .
Био је члан Друштва хрватских књижевника, а у то друштво примљен је поводом Недеље војвођанских Хрвата у Загребу.
Учесник је песничких сусрета „Лира наива”, сарађивао је са Заводом за културу војвођанских Хрвата.

## Дела
- Лице Равнице (поезија и проза) - 1996.
- Из наше авлије и из комшилука (збирка сеоских прича и анегдота) – 2007.
- Ни тамо ни овамо (поезија) – 2007. (неке песме су на хрватском, неке на српском)
- Танке жице тамбурице - школа за тамбуру (уџбеник тамбуре) - 2007.
- Свирац свира (уџбеник тамбуре) - 2007.
- Заборављени речник рузмаринског Срема – 2009. (велики допринос хрватској и српској лексикографији)
- Заборављени речник - говор голубинског краја (у штампи, 2009) (корица дизајнирао Дарко Вуковић [4] )

Његови радови уврштени су у антологију поезије националних мањина у Србији Трајник (приредио Риста Василевски ) и у избор из савремене хрватске поезије у Војводини Буди свој, објављен у Вијенцу бр. 400.

## Награде и признања
Награђиван је на тамбурашким фестивалима:
- Војвођанске златне жице
- Златна тамбура
- 2. место на Митровачком тамбурашком фестивалу